# Dadon de Pombia
Dadon de Pombia fut comte de  Pombia de 973 à 998

## Origine
L'ascendance de Dadon est incertaine. Il est possible qu'il soit le second fils du premier comte de Pombia connu Amédée Ier d'Ivrée (...-† 962), fils putatif lui-même d'Adalbert Ier Marquis d'Ivrée (902-923) fils d'Anschaire Ier (...-† 901), premier marquis d'Ivrée et ancêtre de la lignée des Anscarides.
Dadone succède comme comte de Pombia à Adalbert (...-† 973), qui avait lui-même avait succédé en 962 à son père Amédée. Il gouverne ses domaines pendant une quinzaine d'années entre  973 à 998. Mais il est également possible qu'au lieu d'être le fils de Amédée Ier il soit son frère succédant ainsi dans le comté de Pombia non à son frère mais à son neveu. La base de cette hypothèse est liée au fait que sa fille aînée Perinzia donne naissance avec certitude à un fils, Guillaume de Volpiano, en 962, date à laquelle s'il était le fils d'Amédée Ier d'Ivrée, Dadon aurait été trop jeune pour être grand-père. Dadon, meurt en 998, sans avoir assisté à l’ascension de son fils Ardouin.

## Union et postérité
Dadon épouse Ichilda (ou Desiderata), fille de Arduin le Glabre (italien: il Glarione), premier Marquis de Turin, ancêtre de la famille Ardouin. Ichilda lui donne cinq enfants : 
- Perinzia, épouse de Robert de Volpiano. En 962 le couple reçoit dans l'île de San Giulio sur le lac d'Orta la reine Willa III, épouse du roi d'Italie Bérenger II (oncle ou demi-frère de Dadon et grand oncle ou oncle de Perinzia) où ils sont assiégés par  Othon Ier. Lorsque les assièges acceptent de se rendre, l'empereur se montre magnanime et accorde à Willa le droit de rejoindre son époux  Bérenger lui-même assiégé à Leo, il devient également le parrain de Guillaume le fils de Perinzia et Robert, né pendant le siège. Guillaume de Volpiano sera ensuite un des principaux soutien de son oncle Arduin d'Ivrée contre le petit-fils de son parrain: l’empereur Othon III et de l'empereur Henri II ;
- Amédée II ;
- Gualpert ;
- Arduin d'Ivrée ;
- Guibert.